# Rock in Rio
Rock in Rio (укр. Рок в Ріо) — музичний фестиваль, що вперше відбувся в бразильському Ріо-де-Жанейро 1985 року, і з того часу також проходить в Лісабоні, Мадриді та Лас-Вегасі.

## Історія фестивалю
Музичний фестиваль в Бразилії було засновано наприкінці періоду військової диктатури, що тривав з 1964 по 1985 роки. На початку 1980-х Бразилію почали відвідувати найбільші рок-гурти, серед яких Queen (1981), Kiss та Van Halen (1983). Ці концерти збирали цілі стадіони та транслювалися по телебаченню. Наприкінці 1984 року було оголошено про проведення в Бразилії фестивалю, на який мали приїхати головні зірки тогочасної рок- та метал-сцени, як то Оззі Осборн, AC/DC, Scorpions та Iron Maiden.
Перший фестиваль Rock in Rio відбувся на початку 1985 року в Ріо-де-Жанейро, у спеціально збудованому концертному комплексі «Рок-місто». Ціни на квитки в бідній Бразилії були значно меншими, ніж в інших країнах: кожен коштував близько 8 доларів, в десять разів менше, ніж в США. За приблизними оцінками, кожного дня концерти відвідувало близько 350—500 тис. глядачів — це стало абсолютним рекордом для країни, де раніше на концертах зазвичай було не більше 50 тис. людей.
Наступний фестиваль Rock in Rio II відбувся за шість років, у 1991 році, та пройшов на стадіоні «Маракана». Надалі подія стала регулярною і відбувалася раз на декілька років. Починаючи з 2000-х років Rock in Rio перестав бути суто бразильським фестивалем та проходив також в Іспанії та Португалії, а 2015 року Rock in Rio вперше завітав до США.

## Список фестивалів
| Year | Name                    | Place      |
| ---- | ----------------------- | ---------- |
| 1985 | Rock in Rio             | Бразилія   |
| 1991 | Rock in Rio II          | Бразилія   |
| 2001 | Rock in Rio III         | Бразилія   |
| 2004 | Rock in Rio Lisboa      | Португалія |
| 2006 | Rock in Rio Lisboa II   | Португалія |
| 2008 | Rock in Rio Lisboa III  | Португалія |
| 2008 | Rock in Rio Madrid      | Іспанія    |
| 2010 | Rock in Rio Lisboa IV   | Португалія |
| 2010 | Rock in Rio Madrid II   | Іспанія    |
| 2011 | Rock in Rio IV          | Бразилія   |
| 2012 | Rock in Rio Lisboa V    | Португалія |
| 2012 | Rock in Rio Madrid III  | Іспанія    |
| 2013 | Rock in Rio V           | Бразилія   |
| 2014 | Rock in Rio Lisboa VI   | Португалія |
| 2015 | Rock in Rio VI          | Бразилія   |
| 2015 | Rock in Rio USA         | США        |
| 2016 | Rock in Rio Lisboa VII  | Португалія |
| 2017 | Rock in Rio VII         | Бразилія   |
| 2018 | Rock in Rio Lisboa VIII | Португалія |
| 2019 | Rock in Rio VIII        | Бразилія   |
| 2022 | Rock in Rio IX          | Бразилія   |
| 2022 | Rock in Rio Lisboa IX   | Португалія |
| 2024 | Rock in Rio X           | Бразилія   |
| 2024 | Rock in Rio Lisboa X    | Португалія |